# Polský chrt
Polský chrt (anglicky: Polish Greyhound, polsky: Chart Polsky) je polské psí plemeno, je jedním z největších chrtů.

## Historie
Polský chrt se objevoval v Evropě již ve 13. století . Pravděpodobně je příbuzným asijských chrtům . Jeho původním využitím byl lov vysoké zvěře, k čemuž se dodnes využívá. O chrtech se říká, že "loví očima", což znamená, že se při lovu neorientují čichem, který ani není jejich silnou stránkou, ale zrakem.
V Polsku se v současné době (březen 2015) nachází jen něco málo přes deset aktivních chovatelských stanic , není zde tedy moc rozšířen. Rozsáhlý genofond těchto psů má třeba Česko nebo Francie. Několik chovatelských stanic je ale i v Belgii, Nizozemsku nebo USA.

## Vzhled
Polský chrt je štíhlý, ale statnější než jiní chrti. Hlava je dlouhá, nesená vzpřímeně; čelní sklon mírný, ale znatelný, uši ve tvaru listu růže. Hruď je hluboká (měla by sahat k loktům), břicho dobře vtažené. Ocas je dlouhý, nízko nasazený a na konci ohnutý vzhůru, nošený svěšené.

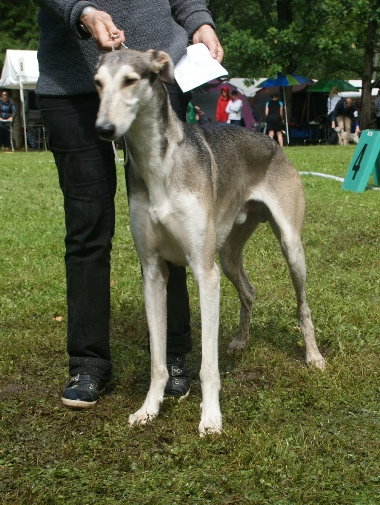

Kohoutková výška se obvykle pohybuje v rozmezí 70 až 80 cm, feny jsou menší. Srst je krátká, delší pouze na konci ocasu. Přípustné jsou všechny barvy včetně kombinací, oči jsou tmavě nebo jantarově hnědé.

## Povaha
Povahou se polský chrt příliš neliší od ostatních. Je sebevědomý, odtažitý, za normálních okolností klidný. Nemá rád důvěrnosti od cizích lidí, ke své rodině ovšem obvykle silně přilne. S jinými psy vychází dobře, pokud ho nechají být. Přes silné lovecké pudy s ním může být v domě kočka nebo jiný mazlíček, ale prchající zvíře pro něj vždy znamená kořist.
Výchova polského chrta vyžaduje trpělivost a respekt k jeho povaze. Základní ovladatelnost zvládne snadno a rychle, pokud má dobrý vztah ke svému pánovi a není pod velkým tlakem. Potřebuje pravidelný pohyb, ale dokáže se přizpůsobit i klidnému životu s dlouhými procházkami. Při dobrém tréninku může být vynikajícím dostihovým psem.